# Hassels

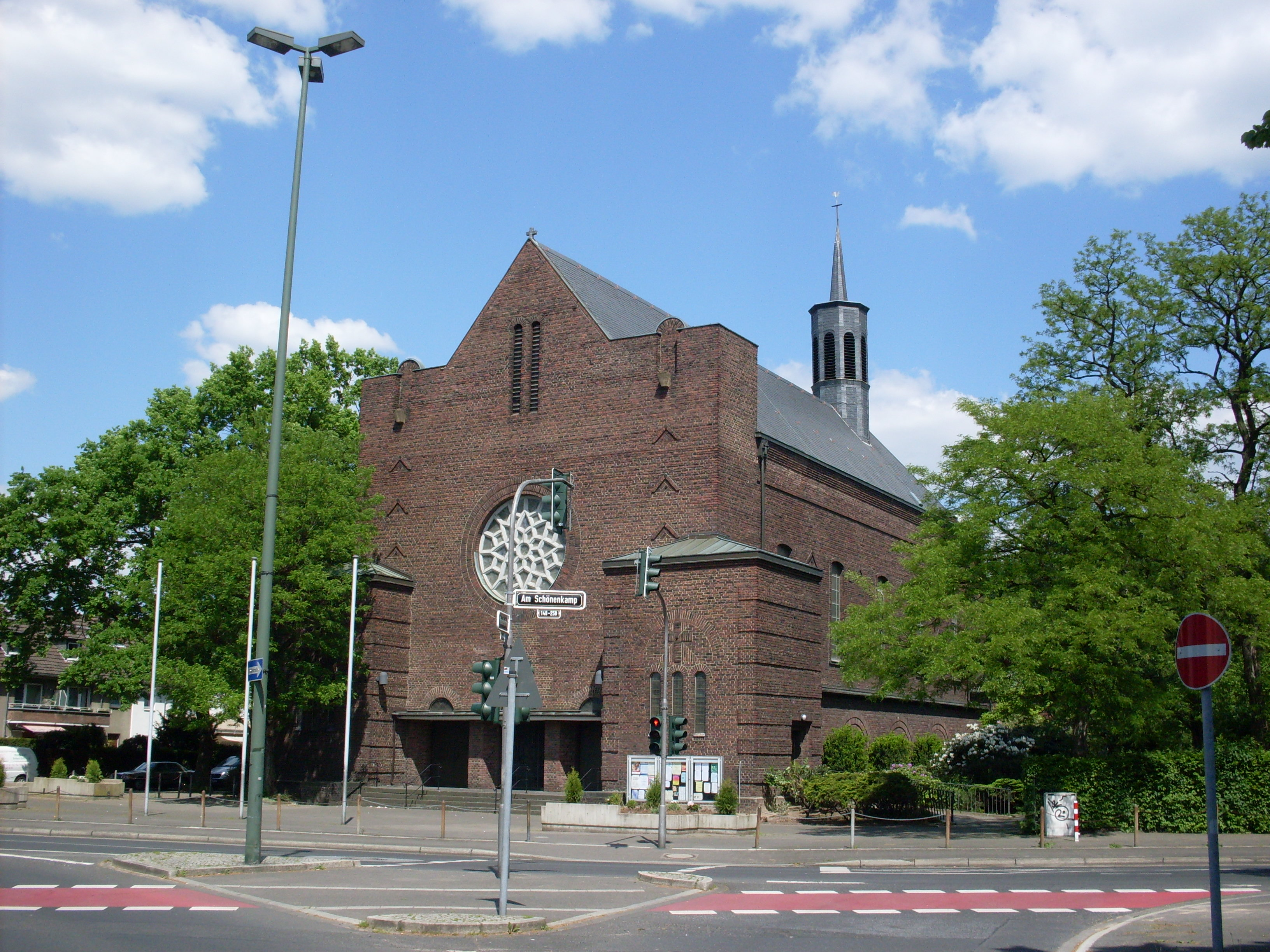
St. Antonius in Hassels

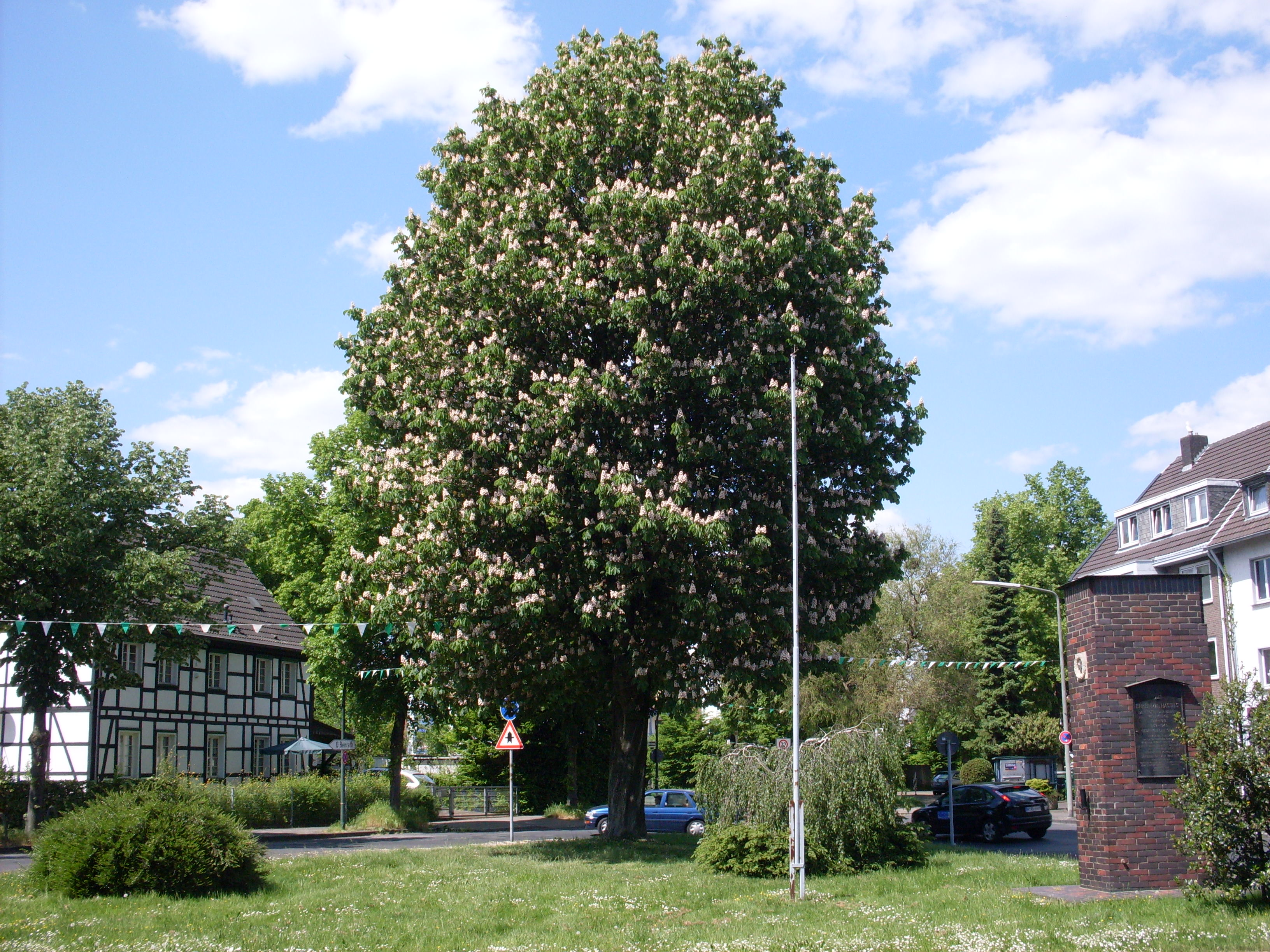
Kriegerdenkmal und ehemalige evangelische Schule

Hassels ist ein Düsseldorfer Stadtteil im Stadtbezirk 9 mit rund 18.100 Einwohnern, die sich auf 4,37 Quadratkilometer Fläche verteilen. Der Anteil an Ausländern liegt mit 29,6 % rund ein Drittel über dem Durchschnitt der Gesamtstadt. Auch die Haushaltsgrößen und die Anzahl der Kinder sind überdurchschnittlich (alle Angaben zum Stand: 31. Dezember 2016). Die Wohnnutzung ist prägend, die Nähe zu den Stadtwäldern Eller, Hasseler und Benrather Forst, dem Naherholungsgebiet Unterbacher See sowie dem Stadtwald Hilden sorgen für einen hohen Freizeitwert. Die Düsseldorfer Innenstadt ist relativ weit entfernt, so dass Einkäufe gerne auch im benachbarten Hilden oder Benrath erledigt werden.

## Geschichte
Hassels hieß zu früheren Zeiten Haselholt, was so viel bedeutet wie Haselnussholz, das heißt, dass auf dem Gebiet Hassels früher zahlreiche Haselnusssträucher zu finden waren. Später fielen „Holz“ und „Nuss“ aus dem Namen weg und es bildete sich so der Name Hassels heraus. In einer nachfolgenden alten Gerichtsurkunde wird noch der Namen Hasholt verwendet. In dieser Urkunde des Landgerichtes Himmelgeist von 1368 wird sowohl „Hassels“ wie auch eine Hasseler Örtlichkeit „Aldenbrücken“ erwähnt. Die Textzeile lautet: „Vor Wilh. de Wersteyn und Henr. dictum an der Aldenbrücken et ceteris scabenis in Homelgeist erscheinen Eheleute Gerhard Biermann im Reisholt und bekennen, von ‚Hadewig de Moers Abdiß (Abtissin) zu S. Claren (Neuss)‘ acht Morgen zu Cappelerhof gehörig bei Hasholt neben … in Erbpacht genommem zu haben“. An diese Urkunde wurden die Siegel des Benrather Pastores wie auch des Herrn von Eller angehängt. Die Herren von Eller, in älteren Urkunden auch ‚von Elner‘ genannt, waren im 14. Jahrhundert auch Eigentümer des Gutes Elbroich.
Für eine selbständige Gemeinde oder Kirchenspiel Hassels im Mittelalter gibt es keine Hinweise. Zu dieser Zeit waren im Düsseldorfer Süden Himmelgeist und Urdenbach und etwas später auch Benrath, die wichtigsten Ortschaften. Diese drei werden im Gegensatz zu Hassels als „Honschaften“ (Ortschaften) in alten Urkunden häufiger angeführt. Noch in einer Karte aus der zweiten Hälfte des 19. Jahrhunderts sind im Hasseler Gebiet nur Einzelhöfe eingetragen und es ist kein Ortskern erkennbar. Weiterhin gehörte der nördliche Bereich von Hassels ursprünglich zu Eller. In alten Lagerbüchern von Benrath wurden zudem viele Bauernhöfe angeführt, die auf dem heutigen Gebiet von Hassels liegen. Nachfolgend einige der Höfe, die in der angeführten Karte eingezeichnet sind und von denen alte Urkunden mit Daten vorliegen:
- Gut an der Neuenbrück, Lage: Wilhelm-Rüther-Straße, Urkunden: 1393 gab das Gerresheimer Kapitel das Gut an Wilhelm Zobbe zum Lehen, 1452 übernahm das Düsseldorfer Stift das Gut, 1671 bewirtschaftete Albert Grüll auch den Hof Neubrüggen:[7]
- Der Buscherhof, Lage: Buscherhofstraße/Lärchenweg, Urkunden: ein Landmesser bestätigte 1617 einen „hof bei Benrath zum busch genannt“, in einem Kaufvertrag von 1670 verkaufte Johannes Bürgel den Hof an Herman Jansen, 1918 wurde der Hof von der Gemeinde Benrath erworben, die dann zwei Drittel der Ländereien an die DEMAG verkaufte. Der Rest wurde weiter bewirtschaftet, bis diese Grundstücke 1959 zur Erweiterung des Friedhofes in Hassels benötigt wurden. Nachdem bereits 1959 Scheune und Stallungen abgerissen worden waren, erfolgte dies 1963 auch mit dem Wohnhaus, das von 1738 stammte.[8]
- Gut Hassels, Lage: Bereich Denkmal/Hasselsstraße, Urkunden: 1368 wurde in einem Urteil eines Hofgerichtes angeführt: „… zu Cappeler Hof gehörig, bei Hasholt (Hassels) neben dem Hofe Plückmeise gelegen“, im Lagerbuch von 1671 wurden folgende 3 Güter angeführt: Große Hasseler Gut, Mittel Hasseler Gut und Hassels negst der Straße:[9]
- Gut Tönis, Lage: Tönis-/Graudenzer Straße, 1671 war Jacob Speckel Besitzer des Hofes[10]

In einem inzwischen abgerissenen Fachwerkhaus „Aldebrück“ fanden bis ins 17. Jahrhundert Scharfgerichtsverhandlungen statt, die von Angehörigen des Hauses Eller geleitet wurden. Die Altenbrückstraße erinnert noch heute daran. Im Bereich der Donk (alte Flurbezeichnung; eine leichte Niederung) hat die alte St.-Tönis-Kapelle (Tönis = Anton) gestanden, die aufgrund einer Schweinspest im 17. Jahrhundert erbaut worden sein soll. Somit waren früher im Bereich Hassels noch zahlreiche weitere Bauernhöfe vorhanden, von denen nur einige vorstehend angeführt werden. An das Gut Tönis und die St.-Tönis-Kapelle erinnern heute lediglich noch die Tönisstraße sowie die in den 1920er-Jahren errichtete Kirche St. Antonius, die ihr Patronat übernommen hat.
Bei der Neufassung der Rheinischen Landgemeinde-Ordnung vom 23. Juli 1845 wurde Hassels als eine der Siedlungen, die zur Gemeinde Benrath gehören, angeführt. Näheres zur Geschichte der Landgemeinden, die bis zur Eingemeindung 1929 nach Düsseldorf zu der Bürgermeisterei Benrath gehörten, sind im Artikel (Benrath) angegeben.
In Hassels befand sich der größte Friedhof der Gemeinde Benrath, der auch heute noch einer der größten im Düsseldorfer Süden ist. Der Stadtteil ist geprägt von Siedlungen, angefangen von Siedlungen aus den 1920er-Jahren im südlichen Bereich (Rotdornweg, südlicher Schönenkamp) über Siedlungen der 1950er-Jahre (Erlenweg, Schillstraße) bis hin zur Großwohnsiedlung Hassels-Nord (Potsdamer Straße) aus den 1970er-Jahren. Im Gewerbegebiet „In der Steele“ haben sich einige mittelständische Betriebe und Autohäuser angesiedelt. Im nördlichen Ortskern finden sich auch noch einige ältere kleinere Bauten (zum geringen Teil mit Fachwerk), meist Reste der alten Höfe. Durch Hassels floss früher der Hoxbach, der seit dem Bau der Autobahn A59 und der allgemeinen Trockenlegung dieser vormals moorigen Gegend an den östlichen Rand des Stadtteils verlegt wurde.

## Sehenswürdigkeiten
Die frühmoderne, katholische St.-Antonius-Kirche wurde 1927 von Hermann Schagen als monumentaler Backsteinbau errichtet. Das Innere der Kirche wurde nach dem Zweiten Weltkrieg mehrfach umgestaltet, sodass die ursprüngliche Ausstattung verloren ging. Die ehemalige evangelische Schule ist ein Fachwerkbau von 1804; ihr gegenüber steht das Kriegerdenkmal des Ersten Weltkrieges. Die evangelische Anbetungskirche wurde 1964 vom Architekten Kleiner errichtet und besitzt eine würdevolle moderne Ausstattung.
Nicht weit von der St.-Antonius-Kirche, Am Schönenkamp, steht heute noch das unter Denkmalschutz stehende alte Försterhaus mit Stallung. Es wurde 1902 erbaut und 1990 und 2000 restauriert.

## Sportvereine
Seit 2006 befindet sich im benachbarten Reisholz eine ca. 3800 Zuschauer fassende Mehrzweckhalle, in der die Spiele der ehemaligen Bundesligisten HSG Düsseldorf (Handball) und Giants Düsseldorf (Basketball) stattfanden.
Der "Turnerbund Hassels 1925" (TBH) ist ein Mehrsparten-Sportverein im Düsseldorfer Stadtteil Hassels. Der Verein bietet Sport vom Breiten- bis zum Wettkampfsport; 2023 gewann die erste Tchoukball-Mannschaft („Düsseldorf Vikings“) die Deutsche Meisterschaft (Finale 66:65 gegen den ASC Weimar). 2003 verzeichnete der TBH 1.000 Mitglieder; aktuell spricht der Verein von über 1.000 Mitgliedern.
Die "St. Antonius Schützenbruderschaft Düsseldorf-Hassels 1927 e. V." zählt über 200 Mitglieder und gehört zu den größten Schützenvereinen im Düsseldorfer Süden; sie richtet jährlich im Mai die Maikirmes auf dem Festplatz an der Spanger Straße aus.

## Schulen
- Gemeinschaftsgrundschule, Am Köhnen 73
- Hermann-Gmeiner-Schule, Städtische Katholische Grundschule
- Selma-Lagerlöf-Schule, Städtische Gemeinschaftsgrundschule
- LVR-Karl-Tietenberg-Schule, Förderschule für Sehbehinderte
- Freie Christliche Gesamtschule Düsseldorf

## Verkehr
Der Stadtteil Hassels ist mit der Innenstadt über die Fernbuslinie 785 Düsseldorf Heinrich-Heine-Allee–Langenfeld Bhf. verbunden. Ferner verkehrt die Buslinie 730 Benrath Bhf.–Lohausen Freiligrathplatz und im Bereich der Siedlung Hassels-Nord bis zum Gewerbegebiet In der Steele die Buslinie 835 Oberkassel–Hassels In der Steele. Nur wenige Meter entfernt im benachbarten Stadtteil liegt der S-Bahnhof Reisholz. Von hier aus kommt man mit der S6 nach Düsseldorf Hbf und Essen bzw. Leverkusen und Köln. Mit der S 68 erreicht man Wuppertal und Langenfeld.
Die Bahnlinie Düsseldorf–Köln bzw. die Further Straße trennt die beiden benachbarten Stadtteile Hassels und Reisholz.